# IFK Kristinehamn
IFK Kristinehamn Fotboll är en idrottsklubb från Kristinehamn i Värmland. De spelar sina hemmamatcher på Sannavallen. Klubben spelar i blå/vit randiga tröjor och blåa byxor.
IFK Kristinehamn Fotboll är i första hand en barn- och ungdomsförening. Föreningens vision är att alla ska "hitta målet i IFK", vilket innebär att skapa förutsättningar för alla som vill spela fotboll att vara med, oavsett ambitionsnivå. Klubben fokuserar på att erbjuda en bred och inkluderande verksamhet där alla ska känna gemenskap, trygghet och glädje.

## Historia
IFK Kristinehamn Fotboll bildades den år 1906 och är därmed Värmlands äldsta fotbollsförening. 

## Verksamhet
IFK Kristinehamns fotbolls herrlag spelar i Division 4 Värmland och avslutade säsongen 2023 på femte plats, medan damlaget är aktivt i Division 3 Värmland.
Föreningen har en omfattande ungdomsverksamhet och ett aktivt parafotbollslag. 
Klasskampen
Klasskampen är ett årligt evenemang för lokala skolelever i årskurs 1-6.  Turneringen fokuserar på glädje och deltagande utan tabeller eller slutsegrare. Anpassade spelformer används för de olika åldersgrupperna, och alla deltagare får pris. Turneringen spelas eftermiddagar/kväll under maj månad och avslutas med en heldag i början av juni. Lagen sammansätts av elever från samma eller parallella klasser, och varje lag behöver minst en vuxen lagledare.